# Karl Rühmann
Karl Rühmann, auch Mladen Jandrlic (* 1959 in Jugoslawien), ist ein Schweizer Schriftsteller und Übersetzer.

## Leben
Karl Rühmann wuchs bis 1976 in Jugoslawien und danach in den USA auf. Er studierte Germanistik, Hispanistik und Allgemeine Literaturwissenschaft in Zagreb und Münster. Einige Jahre unterrichtete er Deutsch und Geschichte am Berufs- und Weiterbildungszentrum in Buchs sowie in Skanderborg in Dänemark. Anschliessend arbeitete er als Lektor und Lizenzmanager für verschiedene Verlage, u. a. den NordSüd Verlag. Seit 2006 lebt er als freier Lektor, Literaturübersetzer und Autor von Romanen, Hörspielen und Kinderbüchern in Zürich. Er ist Mitgründer und -inhaber der Agentur Plot & Story Rühmann. Bis Sommer 2018 leitete er an der Story Academy der SAL (Schule für angewandte Linguistik) die Lehrgänge Literarisches Schreiben und Drehbuchautor/-in. Rühmann spricht fünf Sprachen.

## Werke

### Romane
- Glasmurmeln, ziegelrot. rüffer & rub, Zürich 2018, ISBN 978-3-906304-42-7.
- Der Held. rüffer & rub, Zürich 2020, ISBN 978-3-906304-63-2.
- Die Wahrheit, vielleicht. rüffer & rub, Zürich 2022, ISBN 978-3-907351-00-0.
- Matija Katun und seine Söhne. rüffer & rub, Zürich 2025, ISBN 978-3-907351-36-9.

### Erzählung
- Die Briefe von Isabelle. In: Alexandra Rak (Hg.): Mitten im Leben sind wir vom Tod umfangen. Erzählungen über den Ersten Weltkrieg. Frankfurt am Main, Fischer 2014, S. 181–202. (von Lukas Holliger unter dem Titel Nachmittags Schwimmkurs 2014 als Hörspiel für SRF vertont)

### Hörspiele
- Das Geheimnis von Katmandu, Radio SRF 2013[6]
- Der Rattenraub von Katmandu, Radio SRF 2020[7]

### Kinderbücher (Auswahl)
- (mit Maria Stalder): Der alte Wolf. Wien, Jungbrunnen Verlag, 2019.
- (mit Susanne Smajic): Eine wundersame Reise. Zürich, Aracari 2018.
- (mit Christa Unzner): Lisa und Max. Der Laternenumzug. Frank P. van Eck Verlagsanstalt, 2015.

### Übersetzungen (Auswahl)
- Pablo Albo, Cecilia Morena: Die Wölfin. Wien, Jungbrunnen 2024. (aus dem Spanischen)
- Canizales: Hübsch!. Wien, Jungbrunnen 2020. (aus dem Spanischen)
- Isol: Das Kleine. Wien, Jungbrunnen 2018. (aus dem Spanischen)

### Sachbücher
(unter dem Namen Mladen Jandrlic)
- (mit Nicola Bardola u. a.): Wie Kinder Bücher lesen. Mehr als ein Wegweiser. Hamburg, Carlsen 2020.
- (mit Nicola Bardola u. a.): Leseglück. Wie lernt mein Kind lesen? Würzburg, Arena 2015.
- (mit Nicola Bardola u. a.): Mit Bilderbüchern wächst man besser. Stuttgart, Thienemann 2009.

## Auszeichnungen
- 2015: Werkjahr der Stadt Zürich für Glasmurmeln, ziegelrot
- 2019: Werkbeitrag des Kantons Zürich für das Manuskript von Der Held[8]
- 2020: Nomination für den Schweizer Buchpreis mit Der Held[9]
- 2021: Werkbeitrag der UBS Kulturstiftung für das Manuskript von Die Wahrheit, vielleicht
- 2021: Halbes Werkjahr der Stadt Zürich für das Manuskript von Die Wahrheit, vielleicht
- 2023: Werkjahr der Stadt Zürich für Die Übersetzung